# Лома-Гранде (Техас)
Лома-Гранде (англ. Loma Grande) — переписна місцевість (CDP) в США, в окрузі Завала штату Техас. Населення — 135 осіб (2020).

## Географія
Лома-Гранде розташована за координатами 28°43′19″ пн. ш. 99°49′58″ зх. д. / 28.72194° пн. ш. 99.83278° зх. д. (28.722077, -99.832709).  За даними Бюро перепису населення США в 2010 році переписна місцевість мала площу 0,18 км², уся площа — суходіл.

## Демографія
Згідно з переписом 2010 року, у переписній місцевості мешкало 107 осіб у 30 домогосподарствах у складі 27 родин. Густота населення становила 606 осіб/км².  Було 35 помешкань (198/км²).
Расовий склад населення:
| - 93,5 % — білих - 0,9 % — чорних або афроамериканців - 5,6 % — осіб інших рас |

До двох чи більше рас належало 0,0 %. Частка іспаномовних становила 100,0 % від усіх жителів.
За віковим діапазоном населення розподілялося таким чином: 42,1 % — особи молодші 18 років, 44,8 % — особи у віці 18—64 років, 13,1 % — особи у віці 65 років та старші. Медіана віку мешканця становила 30,3 року. На 100 осіб жіночої статі у переписній місцевості припадало 84,5 чоловіків;  на 100 жінок у віці від 18 років та старших — 93,8 чоловіків також старших 18 років.
Цивільне працевлаштоване населення становило 0 осіб. 